# جیمی کوک (بازیکن فوتبال)
جیمی کوک (انگلیسی: Jamie Cook؛ زادهٔ ۲ اوت ۱۹۷۹) بازیکن فوتبال اهل بریتانیا است.
از باشگاه‌هایی که در آن بازی کرده‌است می‌توان به باشگاه فوتبال کراولی تاون، باشگاه فوتبال بث سیتی، باشگاه فوتبال آکسفورد سیتی، باشگاه فوتبال آکسفورد یونایتد، باشگاه فوتبال استیونج، و باشگاه فوتبال بوستون یونایتد اشاره کرد.